# سفال بند
سفال بند یک روستا در ایران است که در دهستان درح واقع شده‌است. سفال بند ۱۹۶ نفر جمعیت دارد.